# Lustige Blätter

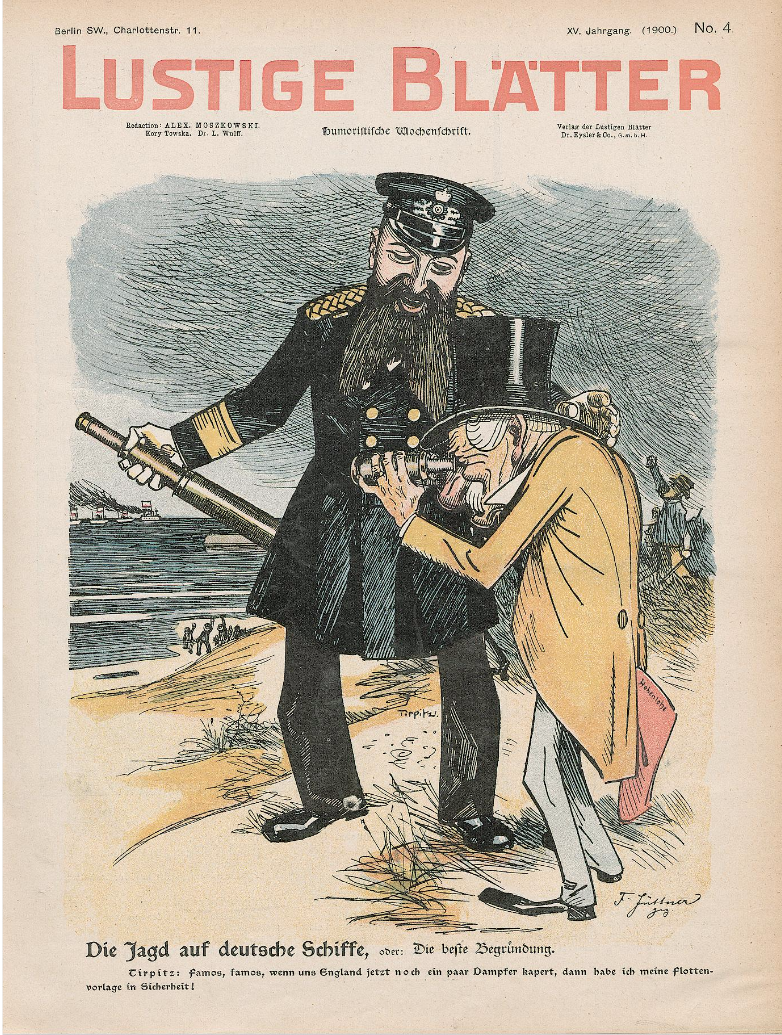
Franz Jüttner: Admiral Alfred von Tirpitz und Reichskanzler Chlodwig zu Hohenlohe-Schillingsfürst. Auf Titelblatt Lustige Blätter, Jg. 15, 1900, Nr. 4

Lustige Blätter war der Titel einer deutschsprachigen Satire-Zeitschrift. Als Wochenblatt erschien die Zeitschrift nach einer kurzen Hamburger Startphase von 1886 bis 1944 in Berlin. Gegründet und herausgegeben wurde sie von dem Schriftsteller Alexander Moszkowski.

## Geschichte
Alexander Moszkowski war von 1877 bis 1886 für die Satirezeitschrift Berliner Wespen tätig gewesen. Nach einem Streit mit deren Herausgeber Julius Stettenheim gründete er 1886 mit Otto Eysler – zunächst in Hamburg – die Lustigen Blätter. Drei Monate  danach erfolgte der Umzug der Redaktion nach Berlin. Von 1887 bis 1891 erschienen die Lustigen Blätter als Gratisbeilage des Berliner Börsen-Couriers in einer Auflage von 20.000 Exemplaren, dann als eigenständige Zeitschrift. Während der Weimarer Republik erreichten sie eine Auflage von bis zu 60.000 Exemplaren. Moszkowski leitete die Zeitschrift – zunächst gemeinsam mit Paul von Schönthan – bis Oktober 1914, dann wieder nach dem Ersten Weltkrieg. 1944 wurden die Lustigen Blätter eingestellt.

## Mitarbeiter
Zu den Zeichnern und Illustratoren gehörten u. a. Edmund Edel, Franz Albert Jüttner (1865–1926), Heinrich Zille, Lyonel Feininger, Wilhelm Anton Wellner (1859–1939), Feodor Czabran, Ernst Heilemann, Brunon Gęstwicki, Walter Trier, Brynolf Wennerberg, Theo Zasche, Gino von Finetti, Karl Holtz, Ludwig Manzel, Rolf Niczky, Fritz Koch-Gotha, Kurt Heiligenstaedt, Heinz Ludwig, Paul Simmel, Lieselotte Friedlaender, Richard Seewald, Ernst Stern, Walther Caspari, Hans Kossatz,  Walter Herzberg, Paul Wendling, Eleonora Rozanek und Julius Klinger. 
Autoren waren beispielsweise Bruno Balz, Maximilian Krämer, Leo Wulff, Betty Korytowska, Max Brinkmann, Fritz Seher, Rudolf Presber (alias Mirza Spiral), Gustav Hochstetter, Paul Kraemer, Hellmuth Krüger, Carl van der Linde, Felix Schloemp und Georg Mühlen-Schulte.